# Alcis depravata
Alcis depravata är en fjärilsart som beskrevs av Otto Staudinger 1901. Alcis depravata ingår i släktet Alcis och familjen mätare. Inga underarter finns listade i Catalogue of Life.